# Sistema Bradford
El sistema Bradford (también conocido como sistema inglés de conteo de hilos peinados o conteo de hilatura o conteo Bradford) es una forma de evaluar la calidad de la lana.
Para medir la finura de la fibra de lana de oveja antes de que se usaran microscopios y láseres, los manipuladores de lana ingleses en la ciudad de Bradford describieron la lana estimando (con ojos experimentados) cuántas madejas de hilo de una sola hebra de 560 yardas (512 m) podría hacer un buen hilador de una libra de "top". (La parte superior se limpia con lana peinada con las fibras todas paralelas). Cuanto más fino sea el diámetro medio de una sola fibra de lana, más madejas se pueden hilar. A partir de una libra de "64", por ejemplo, se podrían hacer sesenta y cuatro madejas de este tipo (¡más de 20 millas!  (32 km)). De las mejores lanas se pueden hilar más de 80 madejas; de las más fuertes, quizás 36 o menos. Utilizando rangos indicados por el extremo más fuerte (es decir, "44" corrió hasta "46"), se clasifican los lotes de lana y se calculan los precios.
El recuento de Bradford puede estar sesgado sin importar la experiencia del evaluador; también depende en gran medida del número de rizos (ondulaciones regulares) por pulgada, que tiene una correlación no muy fuerte con el diámetro promedio real de la fibra.
Los sistemas de medición más objetivos están reemplazando su uso en el mercado internacional, aunque el sistema Bradford todavía se usa ampliamente entre los pastores y las asociaciones de razas. En 1968, el Departamento de Agricultura de los Estados Unidos emitió estándares oficiales (solo para los Estados Unidos, no aplicables en todo el mundo) que asignaban rangos de diámetro promedio de fibra (DPF) y desviación estándar máxima a cada uno de los recuentos de Bradford. Por ejemplo, la lana con un diámetro medio de fibra en micrómetros de 28.60 a 30.09 debía llamarse "54". En los últimos diez años, la medición objetiva de varias características de la fibra se ha vuelto más rápida y está más disponible y es probable que reemplace el sistema de conteo de Bradford en todos los ámbitos comerciales. El recuento de vueltas no desaparecerá de la noche a la mañana.
El diámetro medio de la fibra, aunque es una característica destacada de las razas de ovejas y el principal factor determinante de los usos finales de la lana, es sólo uno de los muchos factores que determinan la calidad de la lana. Para una buena discusión sobre la clasificación de la lana, consulte Clasificación de Lana, un artículo de 1996 de Rodney Kott de la Universidad Estatal de Montana.